# 루이즈 래서
루이즈 래서(Louise Lasser, 1939년 4월 11일 ~ )는 미국의 배우, 텔레비전 각본가, 교사, 감독이다. 영화감독 우디 앨런의 전 아내로, 앨런의 《타이거 릴리》(1966), 《돈을 갖고 튀어라》(1969), 《바나나 공화국》(1971), 《당신이 섹스에 대해 알고 싶었던 모든 것》(1972)과 같은 다수 초기 작품들에 참여했다.

## 출연 작품
- 우디 앨런: 우리가 몰랐던 이야기 (2011)
- 골드 디거스 (2004)
- 월 스트리트의 늑대들 (2002)
- 클럽 랜드 (2001)
- 퀴니 인 러브 (2001)
- 패스트 푸드 패스트 우먼 (2000)
- 레퀴엠 (2000)
- 미스테리 맨 (1999)
- 해피니스 (1998)
- 그 남자의 방 그 여자의 집 (1993)
- 프랑켄후커 (1990)
- 루드 어웨이커닝 (1989)
- 야망의 노래 (1989, Sing)
- 블러드 레이지 (1987)
- 크라임웨이브 (1985)
- 사이먼 (1980)
- 스타더스트 메모리스 (1980)
- 섹스에 대해서 알고 싶어하는 모든 것 (1972)
- 서치 굿 프렌즈 (1971)
- 바나나 공화국 (1971)
- 돈을 갖고 튀어라 (1969)
- 타이거 릴리 (1966)